# Božidar Terzić
Božidar Terzić, srbski general, * 7. oktober 1867, † 29. september 1939.

## Življenjepis
Med letoma 1912 in 1913 je bil načelnik Operativnega oddelka Vrhovnega poveljstva VKS in potem poveljnik Šumadijske divizije; isti diviziji je poveljeval med prvo svetovno vojno.